# SIGHTS (日本のフリージャズ・バンド)
SIGHTS（サイツ）は、1990年に結成され京都を拠点に活動していた日本の即興音楽トリオである。メンバーは大原裕（トロンボーン、パーカッション、カリンバ）、船戸博史（コントラバス、パーカッション）、芳垣安洋（ドラムス、パーカッション）。
ジャズや即興音楽、実験音楽にまたがる自由な演奏スタイルで知られ、関西アンダーグラウンド・シーンにおいて独自の存在感を示した。

## 概要
SIGHTSは1990年に京都で結成され、ライブハウス「セサモ」などで定期的に公演を行った。3人の即興演奏による三位一体のグルーヴとフィジカルな表現が特徴であり、「大阪最深部の鼓動を伝える」とも評される。
オリジナル音源はカセットテープで頒布されていたが、2001年にCD『El Sur（エル・スール）』として再発された。

## 音楽性
各メンバーの個性が交錯する即興演奏は、ジャズの形式に縛られない自由さを持つ。突発的な音響表現や音の沈黙も音楽の一部として取り入れ、実験的かつ身体性を重視する演奏が展開される。橋本ヒネモスは「迫力ある音」「ジャズの枠を超えた音楽」と評している。

## 作品
以下のディスコグラフィは、『ジャズ批評』No.86（1996年1月発行）およびNo.89（1996年10月発行）に基づく。
- El Sur（Sur Music OYO-1、カセット、1990年、大阪にてスタジオ録音）
- First Sight（DNA ACT-1、CD、1992年録音）
- Pink; Live at Big Apple（Sur Music OYO-2、カセット、1994年、神戸ビッグアップルにてライヴ録音）
- タッタ (Tatta)（Voice From All Access VAA-001、CD、1995年録音）
- El Sur（2001年、OFF NOTE、DNA/ACT-1／元カセット音源をCD化）
  - 『El Sur』は、日本橋のスタジオキャスバで録音された作品で、SIGHTSの初期の熱量と初々しさが記録されている。ライナーノーツ執筆者は「日本ジャズ史を語るうえで外せない」と評しており、実際のライブ演奏は録音以上に激しく、壮絶なものだったという。CD化にあたってはマスターテープが所在不明だったため、カセットテープから復元されたが、音質に問題はないとされる。[5]
    - 収録曲（2001年CD『El Sur』より）

1. Tarara ～ Matsuri
2. Days
3. Choto
4. One Morning ～ Cafe Naniwa
5. Sur
6. Insect House

## 評価
『El Sur』は、関西即興音楽シーンの重要な記録とされ、再発が望まれていた音源である。アート・アンサンブル・オブ・シカゴの影響を想起させる音楽性が言及されることもある。